# タチアナ・リセンコ

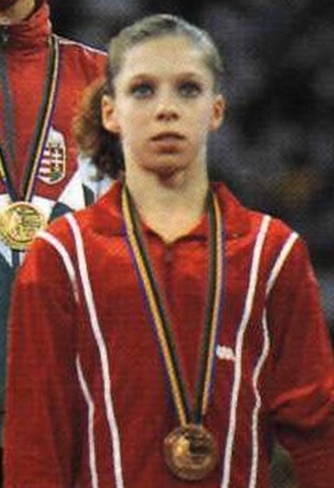
タチアナ・リセンコ

タチアナ・リセンコ（ウクライナ語: Тетяна Фелiксiвна Лисенко, 1975年6月23日- ）はウクライナ（当時ウクライナ・ソビエト社会主義共和国）のヘルソン出身の体操競技選手。現役時代多くのメダルを獲得したが、1992年バルセロナオリンピック、1991年、1993年の世界体操競技選手権で個人総合の金メダル候補として注目されながらいずれもミスにより女王の座を逃した。

## 経歴
4歳か5歳の頃、体操競技を始めた。小さい頃はとても小さく、非常に活発な少女だった。ディナモで週に2回、1時間から2時間練習を行った。6歳の時に潜在能力が高いと認められた少女のクラスに移り、練習は週3回に増えた。9歳か10歳の時からそれまでに多くの少女をソ連代表レベルに成長させたオレグ・オスタペンココーチの指導を受けるようになった。オレグコーチは難易度の高い技への挑戦ではなく、基本練習を重視するよう指導した。その後モスクワのディナモで練習するようになった。ソ連のジュニア代表候補となってからは、1日3回8時間以上（水曜と土曜は1日2回午前のみ、日曜はオフ）の練習を行った。
1990年にシニアでデビューを果たし、シアトルで行われたグッドウィルゲームズに出場した。団体のみ行われたこの大会で彼女は満足のいく演技ができなかったがチームは優勝した。同年わずか15歳でブリュッセルで行われたFIG体操ワールドカップの段違い平行棒で1位、ゆかで3位、跳馬と平均台で4位、個人総合で優勝した。
1991年にインディアナポリスで行われた世界体操競技選手権ではオクサナ・チュソビチナ、ロザリア・ガリエワ、ナタリア・カリニナと共にソビエト代表に選ばれ、段違い平行棒で4本の指を骨折したものの、団体優勝を果たした。平均台で落下し、個人でのメダルは逃した。
1992年のバルセロナオリンピックではソビエト連邦が崩壊したためスベトラーナ・ボギンスカヤ、タチアナ・グツー、エレーナ・グルドネワ、ロザリア・ガリエワ、オクサナ・チュソビチナと共に独立国家共同体代表として出場、団体で金メダルを獲得、ミスがあり個人総合では7位、跳馬では最も難易度の高い技に挑戦し9.912点で銅メダル、平均台では9.975点で金メダルを獲得した。
1993年にバーミンガムで行われた世界体操競技選手権にはウクライナから出場し個人総合で、ゆかで場外に出てしまうミスがあり金メダルを逃し銅メダルを獲得した。
この年のユニバーシアードでは個人総合、平均台で金メダル、ナタリア・カリニナらとの団体でも金メダルを獲得した。
1994年のブリスベーンで行われた世界体操競技選手権では、平均台でのミスもあり、個人総合で18位に終わった。種目別では跳馬で4位となった。
現役引退後、1996年にアメリカ合衆国に移住し、現在はカリフォルニア州に住んでいる。
2005年にサンフランシスコ大学のロースクールを卒業した。